# HSG Schülp/Westerrönfeld/Rendsburg
Die HSG Schülp/Westerrönfeld/Rendsburg ist seit der Saison 2013/14 eine Handballspielgemeinschaft aus Sportvereinen der Gemeinden Schülp b. Rendsburg, Westerrönfeld und Rendsburg im Kreis Rendsburg-Eckernförde in Schleswig-Holstein.
Bekanntheit erlangte sie vor allem durch ihre erste Herrenmannschaft, die ein Jahr der dritthöchsten Spielklasse Handball-Regionalliga Nordost angehörte und mehrmals am DHB-Pokal teilnahm.
Derzeit spielt sie in der 2024/2025 wiedergegründeten viertklassigen Handball-Regionalliga Nord.

## Vereine der HSG
| Von  | Bis | Verein             | Ort           |
| ---- | --- | ------------------ | ------------- |
| 1989 |     | Schülper SV        | Schülp        |
| 1989 |     | Westerrönfelder SV | Westerrönfeld |
| 2013 |     | Rendsburger TSV    | Rendsburg     |

## Geschichte

### 1989: HSG Schülp/Westerrönfeld
Die Spielgemeinschaft HSG Schülp/Westerrönfeld wurde zur Saison 1989/90 vom Schülper SV und vom Westerrönfelder SV gegründet und spielte in der Bezirksliga Ost.

#### 1990/91 bis 1995/96: Oberliga
Der Herrenmannschaft gelang gleich im ersten Jahr des Bestehens der Aufstieg in die viertklassige Oberliga Schleswig-Holstein, wo sie bis zum Abstieg im Jahr 1996 spielte.

#### 1996/97 bis 2003/04: Bezirksliga Ost
Nach acht Jahren in der Bezirksliga Ost gelang ihr 2004 der erneute Aufstieg in die höchste Spielklasse des Handballverband Schleswig-Holstein.

#### 2004/05 bis 2005/06: Oberliga
Bereits in der zweiten Spielzeit wurde die HSG dort Meister und stieg in die dritthöchste Spielklasse auf – die Handball-Regionalliga Nordost.

#### 2006/07: Regionalliga Nordost
In der dritthöchsten Spielklasse stieg die HSG direkt wieder ab.

#### Ab 2008: Oberliga
2010 schaffte die HSG die Qualifikation zur neuen viertklassigen Handball-Oberliga Hamburg/Schleswig-Holstein und errang dort auf Anhieb die Vizemeisterschaft.

#### DHB-Pokal
1999/2000, 2001/02 und 2009/10 nahm die Mannschaft am DHB-Pokal teil. Während sie 1999 und 2001 bereits in der 1. Runde scheiterte, gelang ihr 2009 der Einzug in die 2. Runde, wo sie dem Ligarivalen MTV Herzhorn unterlag.

#### Jugend
Die männlichen Jugendmannschaften nahmen 2006/07, 2007/08 (B-Jugend) und 2008/09 (A-Jugend) an den Spielen um die deutsche Meisterschaft teil und schieden dort jeweils im Viertelfinale aus.

### 2013: HSG Schülp/Westerrönfeld/Rendsburg
Seit der Saison 2013/14 bilden die Stammvereine gemeinsam mit dem Rendsburger TSV die HSG Schülp/Westerrönfeld/Rendsburg.
Mit Beginn der Saison 2024/25 startet die HSG in der Handball-Regionalliga Nord, die wiedergegründete vierthöchste Spielklasse, die von den Handballverbänden Hamburg und Schleswig-Holstein organisiert wird.
| Liga und Saison      | Spielklasse | Platz (Teams) | Tore       | Diff. | Punkte  |
| -------------------- | ----------- | ------------- | ---------- | ----- | ------- |
| Oberliga 2016/17     | IV.         | 7 (14)        | 0          |       |         |
| Oberliga 2017/18     | IV.         | 10 (14)       | 0          |       |         |
| Oberliga 2018/19     | IV.         | 5 (14)        | 0781 : 769 | + 12  | 30 : 22 |
| Oberliga 2019/20     | IV.         | 7 (14)        | 0660 : 614 | + 46  | 25 : 17 |
| Oberliga 2020/21     | IV.         |               | 0          |       |         |
| Oberliga 2021/22     | IV.         | 9 (16)        | 0          |       |         |
| Oberliga 2022/23     | IV.         | 6 (14)        | 0812 : 775 | + 37  | 32 : 20 |
| Oberliga 2023/24     | IV.         | 11 (14)       | 0749 : 803 | - 54  | 18 : 34 |
| Regionalliga 2024/25 | IV.         | (14)          |            |       |         |